# Cidadão Samba
Cidadão Samba é um título concedido anualmente pela imprensa carioca a sambistas e representantes notórios das escolas de samba do Rio de Janeiro.
A condecoração foi criada em 1936 pelo Jornal A Nação, inspirada em um concurso promovido no ano anterior, pelo mesmo jornal, e que visava escolher o melhor compositor dos morros do Rio de Janeiro.
O concurso teve diversas fases, passando pela organização de diferentes órgãos da impressa carioca. De 1936 a 1950, foi organizado pelo Jornal A Nação. De 1958 até 1964, foi organizado pela Associação das Escolas de Samba da cidade do Rio de Janeiro, entidade que organizava os desfiles das escolas de samba do Rio de Janeiro. De 1965 a 1971 foi promovido através de concursos públicos. Em 1972, retornou ao comando da AESCRJ, sendo decidido em plenárias da entidade. A partir de 1983, voltou a ser realizado através de concursos públicos, até 1997, quando foi concedido o título de Cidadão Samba Vitalício a Anatólio Izidoro da Silva, compositor da escola de samba Unidos de Lucas. Em 2013, o Jornal Extra passou a organizar o concurso Cidadão Samba Extra, que visa resgatar a disputa entre os sambistas através do voto popular. O concurso é realizado através de votação online no site do Jornal.
Entre os sambistas condecorados com o título de Cidadão Samba estão: Paulo da Portela, Cartola, Ismael Silva, Zé Keti, Jamelão, Tia Surica, Vilma Nascimento, Nelson Sargento, entre outros. O mestre-sala João Paiva dos Santos foi o sambista que mais vezes recebeu o título, totalizando quatro conquistas. Bené da Cuíca, Carlinhos Melodia, Jorginho do Império e Tião Copeba foram eleitos duas vezes. A Portela é a escola de samba que mais teve sambistas condecorados.

## História

### Antecedentes
Em 1935, o Jornal A Nação promoveu um concurso a fim de se verificar qual o maior compositor de sambas dos morros do Rio de Janeiro. Este concurso foi vencido por Paulo da Portela, apesar de Osvaldo Cruz não ser exatamente um morro, era considerado por alguns autores da época como uma "favela na planície". Esse concurso originou outras promoções criadas por outros jornais, tais como o Cidadão Momo e o Cidadão Samba.

### 1936–1950: Organizado pelo Jornal A Nação

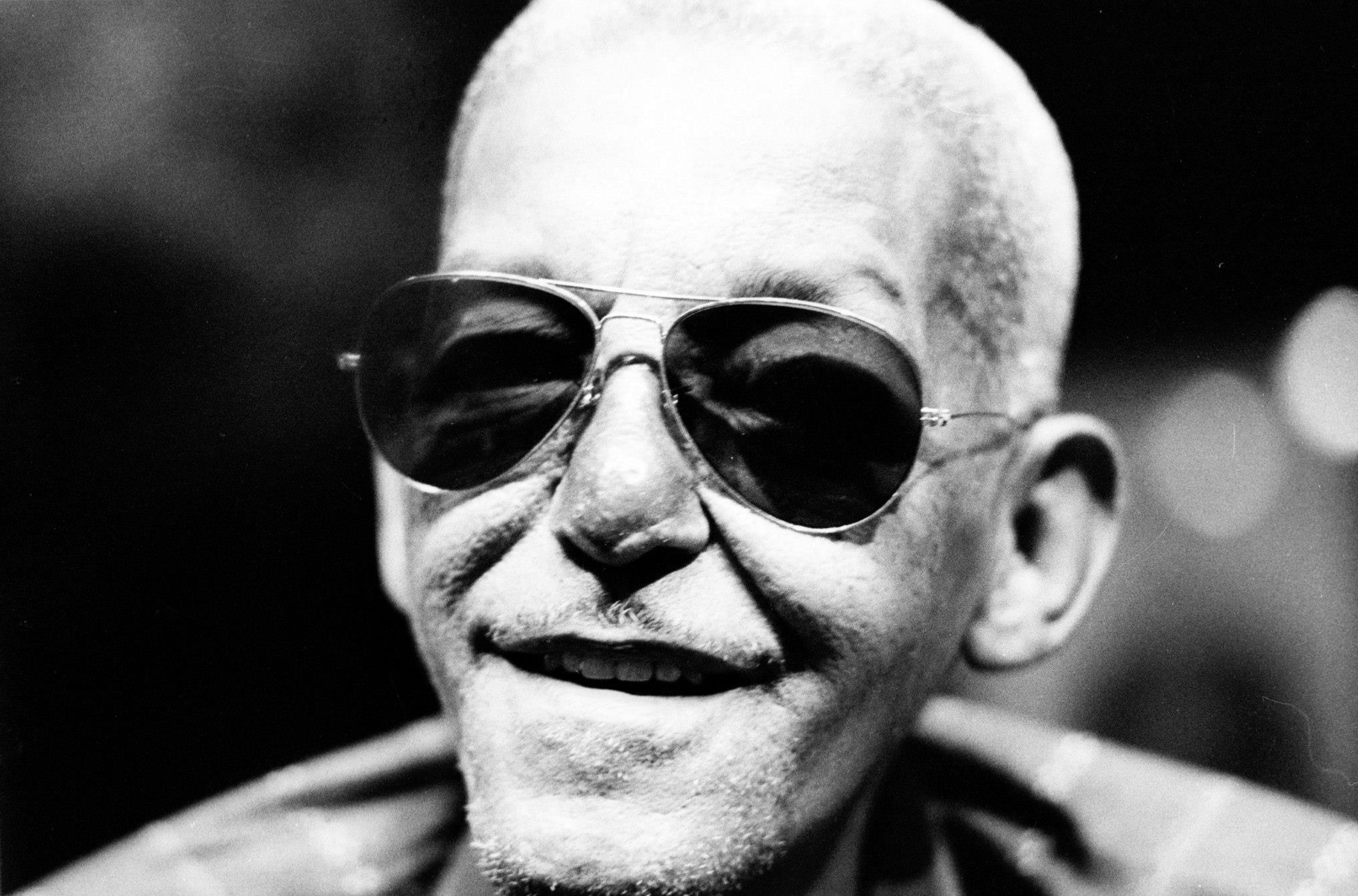
Cartola foi eleito Cidadão Samba em 1950.

Nesta primeira fase, a escolha era realizada através do voto em cupons distribuídos nos jornais da cidade. O primeiro Cidadão Samba foi Eloi Antero Dias. Conhecido como Mano Elói, era cantor, compositor, pai de santo, líder sindical e um dos fundadores das escolas de samba Deixa Malhar e Império Serrano. O segundo concurso, realizado em 1937, foi vencido pelo compositor Paulo da Portela, um dos fundadores da Portela. O terceiro Cidadão Samba foi Antenor Gargalhada, compositor e líder da escola de samba Azul e Branco do Salgueiro. Nesse ano, o concurso foi organizado pelo jornal A Pátria e elegeu também o melhor Compositor: Carlos Cachaça da Estação Primeira de Mangueira; o melhor Tamborinista: João Silveira da Unidos da Parada de Lucas; o melhor Sapateador: Waldemar Dantas da Paz e Amor; o melhor Mestre-sala: Orlando Barbosa da União Entre Nós; a melhor Porta-bandeira: Irene Barbosa da Unidos da Parada de Lucas; e a Rainha do samba: Maurinda Silva da Paraíso do Tuiuti.
Em 1939, Alfredo Costa, presidente da escola Prazer da Serrinha, foi eleito Cidadão Samba. Em 1940, o eleito foi Paulo Brazão, compositor da Unidos de Vila Isabel. Não houve concurso entre 1941 e 1944. Em 1945, o concurso foi reativado com a vitória do dançarino e compositor Getúlio Marinho da Silva, mais conhecido como Amor. O compositor da escola Depois Eu Digo, Eden Silva, conhecido como Caxiné, foi eleito em 1946. O concurso foi novamente paralisado entre 1947 e 1949. O Cidadão Samba de 1950 foi o cantor e compositor Cartola, um dos fundadores da Mangueira.
| Ano       | Vencedor                     | Escola de samba               | Referência |
| --------- | ---------------------------- | ----------------------------- | ---------- |
| 1936      | Eloi Antero Dias (Mano Elói) | Deixa Malhar                  | [ 4 ]      |
| 1937      | Paulo da Portela             | Portela                       | [ 4 ]      |
| 1938      | Antenor Gargalhada           | Azul e Branco do Salgueiro    | [ 4 ]      |
| 1939      | Alfredo Costa                | Prazer da Serrinha            | [ 4 ]      |
| 1940      | Paulo Brasão                 | Unidos de Vila Isabel         | [ 4 ]      |
| 1941–1944 | Não houve o concurso         | Não houve o concurso          | [ 4 ]      |
| 1945      | Getúlio Marinho (Amor)       | –                             | [ 4 ]      |
| 1946      | Eden Silva (Caxiné)          | Depois eu Digo                | [ 4 ]      |
| 1947–1949 | Não houve o concurso         | Não houve o concurso          | [ 4 ]      |
| 1950      | Cartola                      | Estação Primeira de Mangueira | [ 4 ]      |

### 1947: Jornal A Tribuna
Em 1947, o prêmio foi organizado pelo jornal A Tribuna, ligado ao Partido Comunista Brasileiro, embora algumas fontes não reconheçam esse concurso.
| Ano  | Cidadão Samba                              | Imperatriz do Samba                                      | Referência |
| ---- | ------------------------------------------ | -------------------------------------------------------- | ---------- |
| 1947 | Roldão Lima "Cavuca" (Paraíso das Morenas) | Teresa Pereira de Lima "Moreninha" (Paraíso das Morenas) | [ 8 ]      |

### 1958–1964: Compra de votos através da AESCRJ
Em 1958, a escolha passou a ser decidida a partir de votos vendidos pelos concorrentes através da Associação das Escolas de Samba da Cidade do Rio de Janeiro, órgão representante das escolas de samba do Rio. João Paiva dos Santos, um dos primeiros mestres-sala da carnaval carioca, com atuação marcante nos ranchos carnavalescos, foi eleito em 1958 e 1959. Em 1960 foi eleito Ismael Silva, cantor, compositor e um dos fundadores da primeira escola de samba da história - a Deixa Falar. João Paiva dos Santos, da Paraíso do Tuiuti, voltou a vencer em 1961 e 1962, sendo o sambista que mais vezes conquistou o título de Cidadão Samba. Em 1963, Jorge Zacarias, presidente da Aprendizes de Lucas, foi eleito Cidadão Samba. Em 1964, o título ficou com Tião Copeba, da Unidos de Vila Isabel.
| Ano  | Vencedor                         | Escola de samba       | Referência |
| ---- | -------------------------------- | --------------------- | ---------- |
| 1958 | João Paiva dos Santos            | Paraíso do Tuiuti     | [ 4 ]      |
| 1959 | João Paiva dos Santos            | Paraíso do Tuiuti     | [ 4 ]      |
| 1960 | Ismael Silva                     | –                     | [ 4 ]      |
| 1961 | João Paiva dos Santos            | Paraíso do Tuiuti     | [ 4 ]      |
| 1962 | João Paiva dos Santos            | Paraíso do Tuiuti     | [ 4 ]      |
| 1963 | Jorge Zacarias                   | Aprendizes de Lucas   | [ 4 ]      |
| 1964 | Sebastião Moretson (Tião Copeba) | Unidos de Vila Isabel | [ 4 ]      |

### 1965–1971: Realizado através de concurso público

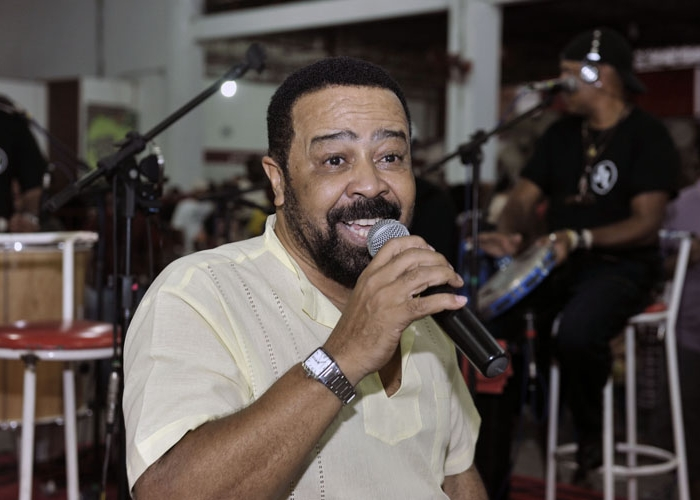
Jorginho do Império foi eleito Cidadão Samba nos anos de 1971 e 1994.

A terceira fase da premiação foi realizada através de concursos públicos. Em 1965, Tião Copeba recebeu o título pela segunda vez consecutiva. Em 1966, o compositor da Imperatriz Leopoldinense, Murilo da Penha Aparecida e Silva, mais conhecido como Bidi, foi eleito Cidadão Samba. Em 1967, o título ficou com Sebastião Vieira da Silva, o Tião dos Acadêmicos do Salgueiro. O cantor e compositor Zé Keti, da Portela, foi eleito Cidadão Samba em 1968. Jorge Peçanha, cantor e compositor do Império Serrano foi eleito em 1969. Silvinho da Portela, intérprete oficial da Portela, foi eleito em 1970. Em 1971, o eleito foi Jorginho do Império, cantor e compositor do Império Serrano.
| Ano  | Vencedor                                      | Escola de samba          | Referência |
| ---- | --------------------------------------------- | ------------------------ | ---------- |
| 1965 | Sebastião Moretson (Tião Copeba)              | Unidos de Vila Isabel    | [ 4 ]      |
| 1966 | Murilo da Penha Aparecida e Silva (Bidi)      | Imperatriz Leopoldinense | [ 4 ]      |
| 1967 | Sebastião Vieira da Silva (Tião do Salgueiro) | Acadêmicos do Salgueiro  | [ 4 ]      |
| 1968 | Zé Keti                                       | Portela                  | [ 4 ]      |
| 1969 | Jorge Pessanha                                | Império Serrano          | [ 4 ]      |
| 1970 | Silvinho da Portela                           | Portela                  | [ 4 ]      |
| 1971 | Jorginho do Império                           | Império Serrano          | [ 4 ]      |

### 1972–1982: Indicação do plenário da AESCRJ
Na quarta fase do concurso, os concorrentes eram indicados e votados nas plenárias da Associação das Escolas de Samba da Cidade do Rio de Janeiro. O diretor de harmonia dos Acadêmicos do Salgueiro, Jorge dos Santos Silva, conhecido como Jorge Calça Larga, foi eleito Cidadão Samba 1972. Em 1973, a escolhido foi Olivério Ferreira (o Xangô da Mangueira), diretor de harmonia da Estação Primeira de Mangueira. Antônio dos Santos, conhecido como Mestre Fuleiro, o diretor de harmonia do Império Serrano, foi eleito cidadão samba em 1974. Antônio Rufino, um dos fundadores e compositores da Portela, foi eleito em 1975. Neca da Baiana, do Salgueiro, foi o escolhido em 1976. Jaburu, diretor da Unidos de Vila Isabel, foi eleito em 1977. Em 1978, a escolhido foi Mano, da Mangueira. Alvaiade , cantor e compositor da Portela, foi eleito Cidadão Samba em 1979. Em 1980, o escolhido foi Paulo Miranda, diretor de harmonia da Portela. Djalma das Mercês, compositor da Unidos de São Carlos, foi eleito em 1981. Nilton Delfino Marçal, o Mestre Marçal da Portela, foi eleito Cidadão Samba em 1982.
| Ano  | Vencedor           | Escola de samba               | Referência |
| ---- | ------------------ | ----------------------------- | ---------- |
| 1972 | Jorge Calça Larga  | Acadêmicos do Salgueiro       | [ 4 ]      |
| 1973 | Xangô da Mangueira | Estação Primeira de Mangueira | [ 4 ]      |
| 1974 | Mestre Fuleiro     | Império Serrano               | [ 4 ]      |
| 1975 | Antônio Rufino     | Portela                       | [ 4 ]      |
| 1976 | Neca da Baiana     | Acadêmicos do Salgueiro       | [ 4 ]      |
| 1977 | Jaburu             | Unidos de Vila Isabel         | [ 4 ]      |
| 1978 | Mano               | Estação Primeira de Mangueira | [ 4 ]      |
| 1979 | Alvaiade           | Portela                       | [ 4 ]      |
| 1980 | Paulo Miranda      | Portela                       | [ 4 ]      |
| 1981 | Djalma das Mercês  | Unidos de São Carlos          | [ 4 ]      |
| 1982 | Mestre Marçal      | Portela                       | [ 4 ]      |

### 1983–1997: Concurso público

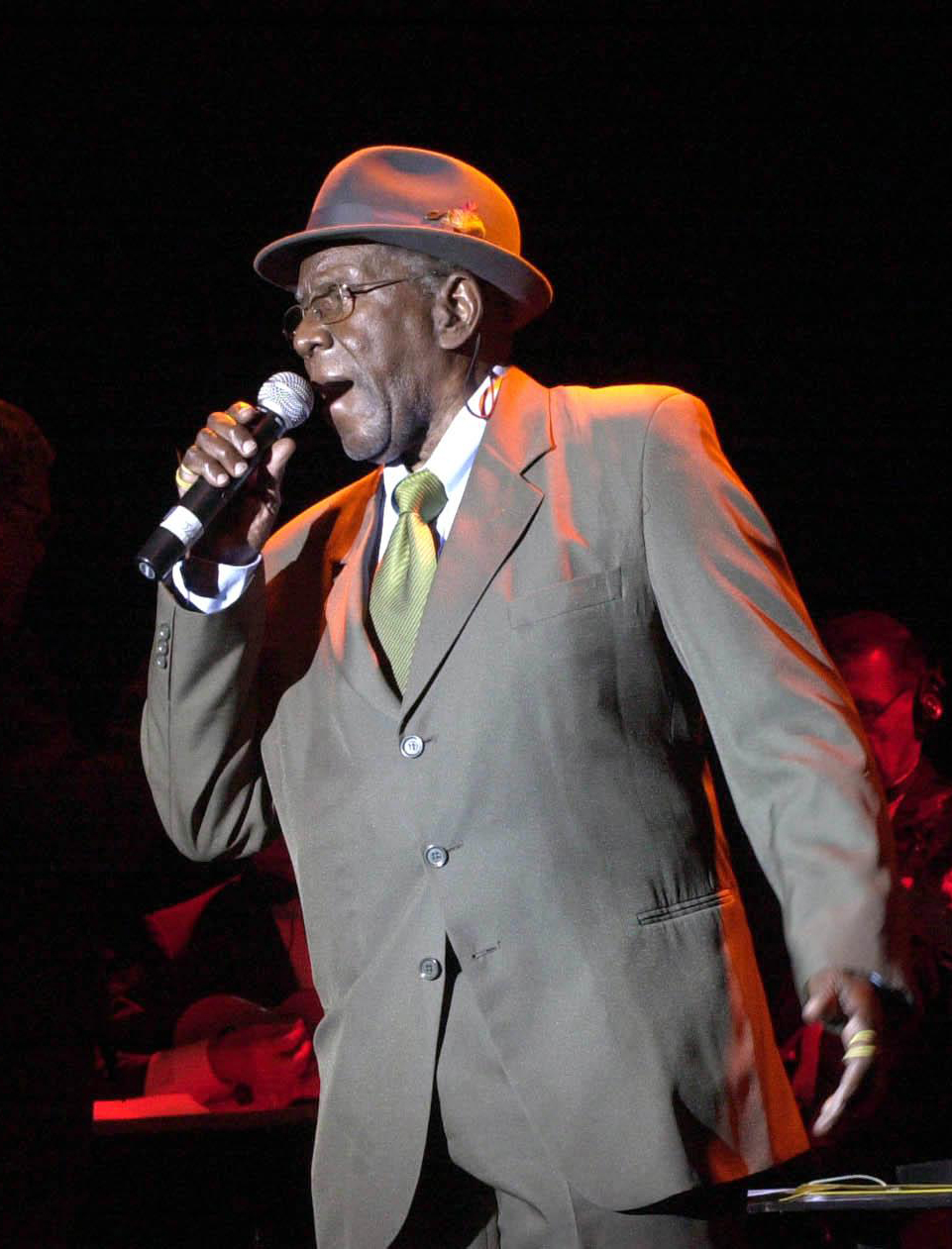
Jamelão foi eleito Cidadão Samba em 1984.

A quinta fase da premiação retomou a escolha dos laureados através de concursos públicos. Velha, cantor e compositor da Portela, foi eleito Cidadão Samba em 1983. Em 1984, o cantor e intérprete oficial da Mangueira, Jamelão, foi o escolhido. Bené da Cuíca conquistou dois títulos consecutivos, em 1985 e 1986. O instrumentista chegava a desfilar em mais de sete escolas de samba, além da sua escola de coração, a Unidos da Tijuca. Em 1987, o eleito foi Joel Xangô, ou Xangô do Estácio, da escola de samba Estácio de Sá. Claudinho do Espírito Santo da Unidos de Vila Isabel foi eleito em 1988. Carioca da Em Cima da Hora foi escolhido em 1989. Em 1990 o eleito foi Edson da Silva Monteiro da União da Ilha do Governador. O compositor Altair Cardoso, da Unidos de Lucas, foi eleito Cidadão Samba de 1991. Em 1992, o título ficou com Baianinho, compositor da escola Em Cima da Hora. Elson Macula, da Portela foi eleito no concurso de 1993. Em 1994, Jorginho do Império conquistou o título de Cidadão Samba pela segunda vez. A primeira vez foi em 1971. O compositor Carlinhos Melodia, da Unidos da Tijuca, foi eleito por duas vezes seguidas, em 1995 e 1996. Em 1997, Anatólio Izidoro da Silva, ex-presidente das escolas Unidos da Capela e Unidos de Lucas, foi eleito Cidadão Samba Vitalício, para exercer as funções que lhe cabem até sua morte.
| Ano                       | Vencedor                      | Escola de samba               | Referência |
| ------------------------- | ----------------------------- | ----------------------------- | ---------- |
| 1983                      | Velha da Portela              | Portela                       | [ 4 ]      |
| 1984                      | Jamelão                       | Estação Primeira de Mangueira | [ 4 ]      |
| 1985                      | Bené da Cuíca                 | Unidos da Tijuca              | [ 4 ]      |
| 1986                      | Bené da Cuíca                 | Unidos da Tijuca              | [ 4 ]      |
| 1987                      | Xangô do Estácio              | Estácio de Sá                 | [ 4 ]      |
| 1988                      | Claudinho do Espírito Santo   | Unidos de Vila Isabel         | [ 4 ]      |
| 1989                      | Carioca                       | Em Cima da Hora               | [ 4 ]      |
| 1990                      | Edson da Silva Monteiro       | União da Ilha do Governador   | [ 4 ]      |
| 1991                      | Altair Cardoso                | Unidos de Lucas               | [ 4 ]      |
| 1992                      | Baianinho                     | Em Cima da Hora               | [ 4 ]      |
| 1993                      | Elson Gomes da Silva (Macula) | Portela                       | [ 4 ]      |
| 1994                      | Jorginho do Império           | Império Serrano               | [ 4 ]      |
| 1995                      | Carlinhos Melodia             | Unidos da Tijuca              | [ 4 ]      |
| 1996                      | Carlinhos Melodia             | Unidos da Tijuca              | [ 4 ]      |
| 1997–presente (Vitalício) | Anatólio Izidoro da Silva     | Unidos de Lucas               | [ 4 ]      |

### 2013–presente: Cidadão Samba Extra
A partir do ano de 2013, o Jornal Extra passou a organizar o concurso Cidadão Samba Extra, visando resgatar a disputa entre os sambistas através do voto popular. A escolha dos vencedores é feita através de votação online no site do Jornal. Cada escola participante do Grupo Especial do carnaval carioca tem direito a indicar um representante para concorrer ao título. Os pré-requisitos são: ter a cara da escola, representar o samba, e ser um "baluarte" da agremiação.

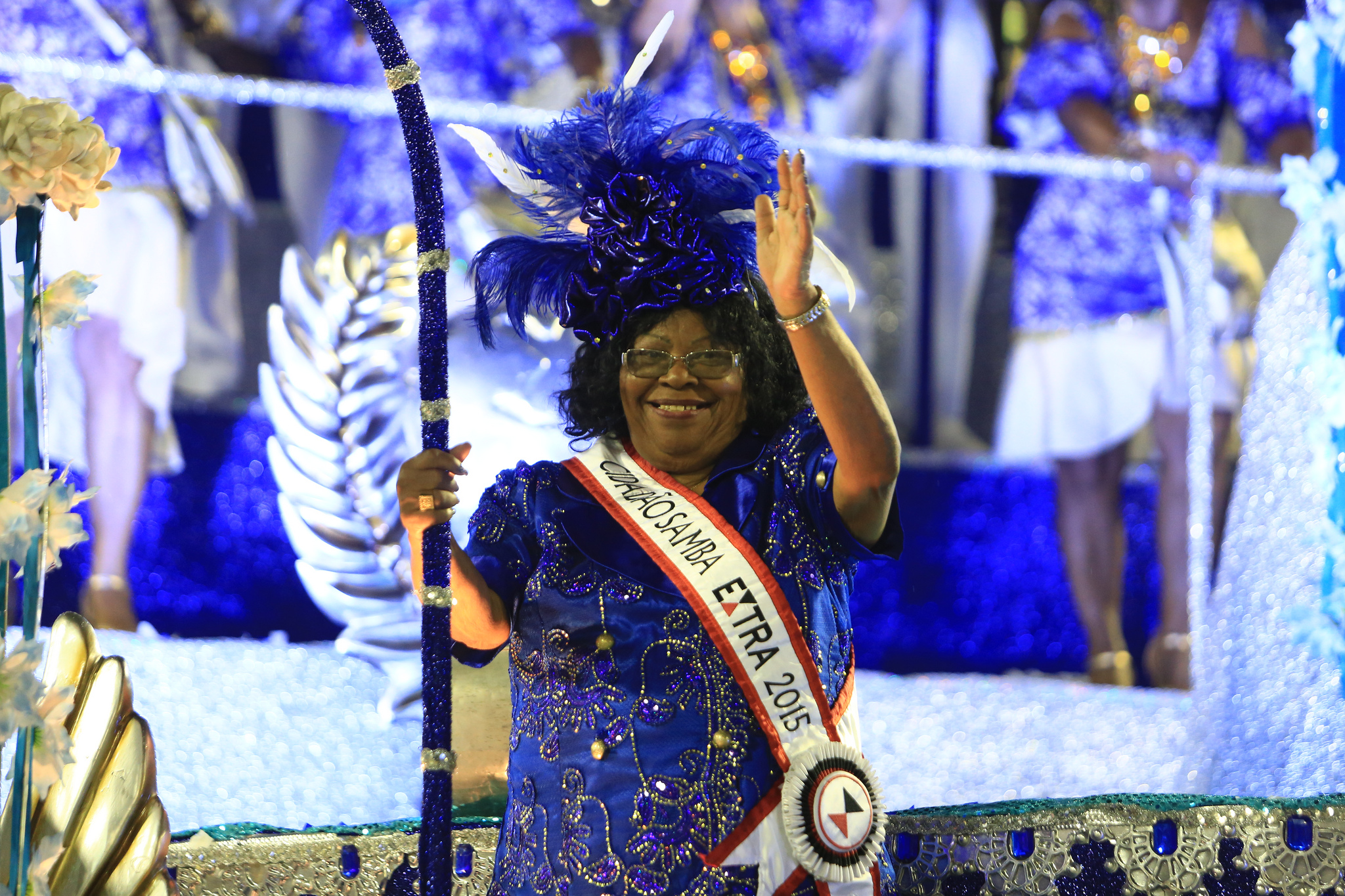
Tia Surica desfila na Portela com a faixa de Cidadão Samba 2015.

Em 2013, o concurso fez parte do evento "Carnaval Histórico", organizado pelo Jornal Extra. O primeiro vencedor da nova fase do concurso foi o compositor Zé Katimba, um dos fundadores da escola de samba Imperatriz Leopoldinense. A faixa de cidadão samba foi entregue à Zé Katimba pelo Cidadão Samba Vitalício, Anatólio Izidoro da Silva, numa ceimônia realizada no dia 30 de janeiro de 2013, no Centro Cultural João Nogueira, também conhecido como Imperator, no Méier.
Na edição de 2014, Aluízio Machado do Império Serrano, foi eleito Cidadão Samba. O compositor é autor de sambas premiados como "Bumbum paticumbum prugurundum" e "Mãe, baiana, mãe". Também foi ritmista, passista e mestre-sala. Mais uma vez, o concurso ocorreu dentro do evento "Carnaval Histórico". A cerimônia, com a entrega da faixa, foi realizada em 18 de fevereiro de 2014, no Imperator.
Em 2015, venceu Tia Surica, da Portela, sendo a primeira mulher eleita no concurso. Dessa vez, o resultado foi anunciado ao vivo, durante o evento "Carnaval Histórico, realizado no dia 10 de fevereiro de 2015, no Imperator.
Na edição de 2016, Vilma Nascimento, ex-porta-bandeira da Portela, foi eleita com 27% dos votos. Neguinho da Beija-Flor e Tuninho Professor da Imperatriz empataram em segundo lugar. Em terceiro lugar, ficou Nelson Sargento, presidente de honra da Mangueira. A faixa foi entregue à Vilma, no dia 03 de fevereiro de 2016, na Cidade do Samba Joãozinho Trinta.
Em 2017, aos 92 anos, o compositor Nelson Sargento foi eleito Cidadão Samba, com 19% dos votos. Presidente de honra da Estação Primeira de Mangueira, Nelson foi indicado pela escolas em todas as edições anteriores, promovidas pelo Jornal Extra. Nelson recebeu a faixa no dia 23 de fevereiro de 2017, na Cidade do Samba.
| Ano  | Vencedor         | Escola de samba               | Indicados | Referência    |
| ---- | ---------------- | ----------------------------- | --- | ------------- |
| 2013 | Zé Katimba       | Imperatriz Leopoldinense      | - Andrade Chefia da Unidos da Tijuca - Djalma Sabiá dos Acadêmicos do Salgueiro - Ivo Lavadeira da Mocidade Independente de Padre Miguel - Marquinho Harmonia da São Clemente - Martinho da Vila da Unidos de Vila Isabel - Milton Perácio dos Acadêmicos do Grande Rio - Monarco da Portela - Neguinho da Beija-Flor - Nelson Sargento da Estação Primeira de Mangueira - Paulo Amargoso da União da Ilha do Governador - Sebastião Quirino da Inocentes de Belford Roxo - Zé Katimba da Imperatriz Leopoldinense | [ 17 ] [ 9 ]  |
| 2014 | Aluízio Machado  | Império Serrano               | - Altair da União da Ilha do Governador - Aluízio Machado do Império Serrano - Andrade Chefia da Unidos da Tijuca - Djalma Sabiá dos Acadêmicos do Salgueiro - Evandro Bocão da Unidos de Vila Isabel - Milton Perácio dos Acadêmicos do Grande Rio - Nelson Sargento da Estação Primeira de Mangueira - Niltinho Tristeza da Imperatriz Leopoldinense - Noca da Portela - Tia Nilda da Mocidade Independente de Padre Miguel - Tião Belo da São Clemente - Tiãozinho do Império da Tijuca                         | [ 18 ] [ 11 ] |
| 2015 | Tia Surica       | Portela                       | - Fumaça da União da Ilha do Governador - Chiquinho da Imperatriz Leopoldinense - Djalma Sabiá dos Acadêmicos do Salgueiro - Dona Beta da Unidos de Vila Isabel - Esguleba da Unidos da Tijuca - Helinho 107 da São Clemente - Laíla da Beija-Flor - Milton Perácio dos Acadêmicos do Grande Rio - Nelson Sargento da Estação Primeira de Mangueira - Seu Arídio da Unidos do Viradouro - Tia Surica da Portela - Vô Macumba da Mocidade Independente de Padre Miguel                                              | [ 19 ] [ 12 ] |
| 2016 | Vilma Nascimento | Portela                       | - Dominguinhos do Estácio da Estácio de Sá - Gera da Unidos de Vila Isabel - Ito Melodia da União da Ilha do Governador - Marquinho Harmonia da São Clemente - Milton Perácio dos Acadêmicos do Grande Rio - Neguinho da Beija-Flor - Nelson Sargento da Estação Primeira de Mangueira - Tia Glorinha dos Acadêmicos do Salgueiro - Tia Hilda da Unidos da Tijuca - Tia Nilda da Mocidade Independente de Padre Miguel - Tuninho Professor da Imperatriz Leopoldinense - Vilma Nascimento da Portela               | [ 20 ] [ 13 ] |
| 2017 | Nelson Sargento  | Estação Primeira de Mangueira | - Jerônimo da Portela - Jô Calça Larga dos Acadêmicos do Salgueiro - Laíla da Beija-Flor - Marlene Povão da Estácio de Sá - Mestre Gil da São Clemente - Mestre Mug da Unidos de Vila Isabel - Mestre Paulão da União da Ilha do Governador - Milton Perácio dos Acadêmicos do Grande Rio - Nelson Sargento da Estação Primeira de Mangueira - Tia Ana da Paraíso do Tuiuti - Tia Geuza da Unidos da Tijuca - Tia Nilda da Mocidade Independente de Padre Miguel                                                   | [ 21 ] [ 15 ] |

## Estatísticas

### Por sambistas
Abaixo, o ranking de sambistas premiados por mais de uma vez.
| Nome                             | Prêmios | Anos                   |
| -------------------------------- | ------- | ---------------------- |
| João Paiva dos Santos            | 4       | 1958, 1959, 1961, 1962 |
| Bené da Cuíca                    | 2       | 1985, 1986             |
| Carlinhos Melodia                | 2       | 1995, 1996             |
| Jorginho do Império              | 2       | 1971, 1994             |
| Sebastião Moretson (Tião Copeba) | 2       | 1964, 1965             |

### Por escolas da samba
Abaixo, o ranking de escolas de samba que tiveram sambistas premiados.
| Posição | Escola                        | Sambistas premiados | Anos                                                             |
| ------- | ----------------------------- | ------------------- | ---------------------------------------------------------------- |
| 1       | Portela                       | 11                  | 1937, 1968, 1970, 1975, 1979, 1980, 1982, 1983, 1993, 2015, 2016 |
| 2       | Estação Primeira de Mangueira | 5                   | 1950, 1973, 1978, 1984, 2017                                     |
| 2       | Império Serrano               | 5                   | 1969, 1971, 1974, 1994, 2014                                     |
| 2       | Unidos de Vila Isabel         | 5                   | 1940, 1964, 1965, 1977, 1988                                     |
| 4       | Paraíso do Tuiuti             | 4                   | 1958, 1959, 1961, 1962                                           |
| 4       | Unidos da Tijuca              | 4                   | 1985, 1986, 1995, 1996                                           |
| 5       | Acadêmicos do Salgueiro       | 3                   | 1967, 1972, 1976                                                 |
| 6       | Em Cima da Hora               | 2                   | 1989, 1992                                                       |
| 6       | Imperatriz Leopoldinense      | 2                   | 1966, 2013                                                       |
| 6       | Unidos de Lucas               | 2                   | 1991, 1997                                                       |
| 1       | Aprendizes de Lucas           | 1                   | 1963                                                             |
| 1       | Azul e Branco do Salgueiro    | 1                   | 1938                                                             |
| 1       | Deixa Malhar                  | 1                   | 1936                                                             |
| 1       | Depois eu Digo                | 1                   | 1946                                                             |
| 1       | Estácio de Sá                 | 1                   | 1987                                                             |
| 1       | Paraíso das Morenas           | 1                   | 1947                                                             |
| 1       | Prazer da Serrinha            | 1                   | 1939                                                             |
| 1       | União da Ilha do Governador   | 1                   | 1990                                                             |
| 1       | Unidos de São Carlos          | 1                   | 1981                                                             |